# 娄佳惠
娄佳惠（1991年5月26日—），河南焦作人，中国女子足球运动员，司职中场，曾参加2008年奥林匹克运动会。现效力中国女子足球超级联赛球队河南建业女子足球队。

## 职业生涯
曾在河南省体育运动学校学习足球。2015年毕业于河南大学运动训练专业（足球专项）获得教育学学士，后又取得河大体育教育训练学专业硕士学位。
在北京的2008年奥林匹克运动会是娄佳惠首次代表中国队参加大赛。当时她在U-20没有任何经验，是队中最年轻的队员。她在2-1胜瑞典的揭幕战中首次出场，第83分钟替补进球功臣韩端出场。

## 国际入球
| 序号 | 日期          | 场馆                               | 对手   | 进球 | 赛果 | 赛事                     |
| ---- | ------------- | ---------------------------------- | ------ | ---- | ---- | ------------------------ |
| 1.   | 2016年1月23日 | 中国佛山深圳大运体育中心           | 越南   | 6–0  | 8–0  | 2016年四国锦标赛         |
| 2.   | 2017年1月19日 | 中国佛山世纪莲体育场               | 泰國   | 2–0  | 2–0  | 2017年四国锦标赛         |
| 3.   | 2018年12月1日 | 关岛迪迪多關島足球協會國家訓練中心 | 蒙古国 | 7–0  | 10–0 | 2019年東亞女子足球錦標賽 |

## 获奖记录
- 2006  U16全国锦标赛最佳射手
- 2007  亚少赛第四名
- 2007  亚青赛季军
- 2007  全国女子青年足球赛 玫瑰之星
- 2007  全国女子青年足球赛最佳射手
- 2007  全国女子青年足球赛最佳运动员
- 2008  亚洲杯亚军
- 2015  女甲联赛最佳射手
- 2015  女甲联赛最佳球员
- 2018  亚运会亚军
- 2022  亚洲杯冠军

## 评价
在技术特点上，娄佳惠灵活快速，冲击突破能力强，因此在前锋线上异常醒目。30米跑，娄佳惠当前的速度是4″2，这个纪录在国内女足球员中已是佼佼者，由于速度快，尤其是启动速度快，娄佳惠在场上带球过人时就非常灵活，素有“小白洁”之称。

## 荣誉
中国
- 亚洲运动会银牌得主：2018；铜牌得主：2022
- 亚足联女子亚洲杯：2022